# The Magnetic Fields
The Magnetic Fields – amerykański zespół indie rockowy, założony w 1989 roku i dowodzony przez Stephina Merritta.

## Skład
- Stephin Merritt – ukulele/keyboard/harmonijka/harmonijka klawiszowa/główny wokal
- Claudia Gonson – perkusja/pianino/wokal (menedżer zespołu)
- Sam Davol – wiolonczela/flet
- John Woo – banjo/gitara
- Shirley Simms – wokale/cytra/ukulele

Poprzedni współpracownicy grupy to: wokaliści Susan Anway, Dudley Klute, Nell Beram i LD Beghtol, a także instrumentaliści Daniel Handler, Chris Ewen oraz inżynier/producent Charles Newman.

## Dyskografia
- Distant Plastic Trees (1991)
- The Wayward Bus (1992)
- The House of Tomorrow (EP) (1992)
- Holiday (1994)
- The Charm of the Highway Strip (1994)
- Get Lost (1995)
- 69 Love Songs (1999)
- i (2004)
- Distortion (2008)
- Realism (2010)
- Love at the Bottom of the Sea (2012)
- 50 Song Memoir (2017)